# Laurent-Reihe
Die Laurent-Reihe (nach Pierre Alphonse Laurent) ist eine unendliche Reihe ähnlich einer Potenzreihe, aber zusätzlich mit negativen Exponenten. Allgemein hat eine Laurent-Reihe in {\textstyle x} mit Entwicklungspunkt {\textstyle c} diese Gestalt:
{\displaystyle f(x)=\sum _{n=-\infty }^{\infty }a_{n}(x-c)^{n}}
Dabei sind die {\textstyle a_{n}} und {\textstyle c} meist komplexe Zahlen, es gibt aber auch andere Möglichkeiten, die im Abschnitt Formale Laurent-Reihe weiter unten beschrieben sind. Für komplexe Laurent-Reihen benutzt man meist die Variable {\textstyle z} anstatt {\textstyle x}.
Summanden, deren Koeffizient {\textstyle a_{n}=0} ist, werden meist nicht mitgeschrieben, daher muss nicht jede Laurent-Reihe in beide Richtungen ins Unendliche reichen. Dies geschieht genauso, wie es bei Potenzreihen üblich ist, und ähnelt der Darstellung abbrechender Dezimalbrüche, bei denen formal unendlich viele Nullen hinter der letzten Ziffer stehen.
Die Reihe der Terme mit negativen Exponenten nennt man den Hauptteil der Laurent-Reihe, die Reihe der Terme mit nichtnegativen Exponenten nennt man den Nebenteil oder den regulären Teil.
Eine Laurent-Reihe mit verschwindendem Hauptteil ist eine Potenzreihe; hat sie außerdem nur endlich viele Terme, dann ist sie ein Polynom. Hat eine Laurent-Reihe insgesamt nur endlich viele Terme (mit negativem oder positivem Exponent), dann nennt man sie ein Laurent-Polynom.
Die Laurent-Reihe wurde 1843 von dem französischen Mathematiker Pierre Alphonse Laurent vorgestellt. Aufzeichnungen im Nachlass des deutschen Mathematikers Karl Weierstraß deuten jedoch darauf hin, dass dieser sie bereits 1841 entdeckt hatte.

## Laurent-Zerlegung
Das Prinzip der Entwicklung einer holomorphen Funktion in eine Laurent-Reihe basiert auf der Laurent-Zerlegung. Dazu betrachte man ein Kreisringgebiet {\displaystyle {\mathcal {R}}=\{z\in \mathbb {C} \;|\;r<|z|<R\}}. Nun definiere man zwei holomorphe Funktionen {\displaystyle g} und {\displaystyle h}:
{\displaystyle g\colon U_{R}(0)\rightarrow \mathbb {C} }
{\displaystyle h\colon U_{\frac {1}{r}}(0)\rightarrow \mathbb {C} }.
Das heißt, die Funktionen {\displaystyle g} und {\displaystyle h} sind auf einer Kreisscheibe von Radius {\displaystyle R} bzw. {\displaystyle 1/r} um den Mittelpunkt holomorph. Da das Argument der Funktion {\displaystyle h} innerhalb des so definierten Kreisgebietes liegen muss, erkennt man schnell, dass die Funktion {\displaystyle h(1/z)} für Werte {\displaystyle |z|>r} definiert ist. Damit ist auch die Summe der beiden Funktionen
{\displaystyle f(z)=g(z)+h\left({\frac {1}{z}}\right)}
auf dem Kreisring {\displaystyle {\mathcal {R}}} analytisch. Es lässt sich zeigen, dass sich jede auf einem Ringgebiet holomorphe Funktion auf diese Weise zerlegen lässt. Setzt man dazu noch {\displaystyle h(0)=0} voraus, so ist die Zerlegung eindeutig.
Entwickelt man diese Funktion nun in Form von Potenzreihen, so ergibt sich folgende Darstellung:
{\displaystyle f(z)=g(z)+h\left({\frac {1}{z}}\right)=\sum _{n=0}^{\infty }a_{n}z^{n}+\sum _{n=1}^{\infty }b_{n}z^{-n}=\sum _{n=-\infty }^{\infty }a_{n}z^{n}}.
Dabei wurde {\displaystyle b_{n}\equiv a_{-n}} definiert. Außerdem folgt {\displaystyle b_{0}=0} aus der Bedingung {\displaystyle h(0)=0}. Erweitert man diese Überlegungen nun auf die Entwicklung um einen Punkt {\displaystyle c}, und nicht so wie eben um den Ursprung, so ergibt sich die eingangs angeführte Definition der Laurent-Reihe für eine holomorphe Funktion {\displaystyle f} um den Entwicklungspunkt {\displaystyle c}:
{\displaystyle f(z)=\sum _{n=-\infty }^{\infty }a_{n}(z-c)^{n}}

## Beispiel
Im Folgenden bezeichnet {\textstyle \mathbb {K} } wahlweise die reellen oder komplexen Zahlen. 
{\displaystyle f\colon \mathbb {K} \to \mathbb {K} \colon x\mapsto {\begin{cases}\exp \left(-{\frac {1}{x^{2}}}\right),&x\neq 0\\0,&{\text{sonst}}\end{cases}}}.
Die Funktion ist unendlich oft reell differenzierbar, sie ist jedoch an der Stelle {\displaystyle x=0} nicht komplex differenzierbar und hat dort sogar eine wesentliche Singularität.
Indem man nun {\textstyle -{\frac {1}{x^{2}}}} in die Potenzreihenentwicklung der Exponentialfunktion einsetzt, erhält man die Laurent-Reihe von {\textstyle f} mit Entwicklungspunkt {\textstyle 0}:
{\displaystyle {\begin{aligned}f(x)&=\sum _{j=0}^{\infty }(-1)^{j}{\frac {x^{-2j}}{j!}}\\&=1+\sum _{j=1}^{\infty }(-1)^{j}{\frac {x^{-2j}}{j!}}\\&=1+\sum _{-\infty }^{j=-1}(-1)^{j}{\frac {x^{2j}}{(-j)!}}\\&=\sum _{-\infty }^{j=0}(-1)^{j}{\frac {x^{2j}}{(-j)!}}~.\end{aligned}}}

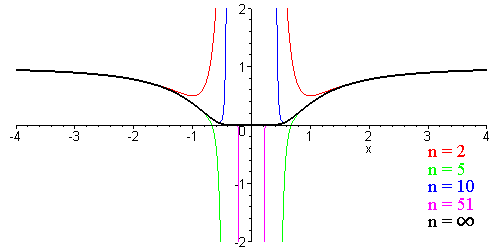
Annäherung an die Laurentreihe am Punkt 0
für unterschiedliche Anzahlen von Potenzreihengliedern.

Sie konvergiert für jede komplexe Zahl {\textstyle x\neq 0}.
Das Bild rechts zeigt, wie sich die Partialsummenfolge
{\displaystyle f_{n}(x)=\sum _{j=0}^{n}(-1)^{j}{\frac {x^{-2j}}{j!}}}
an die Funktion annähert.

## Konvergenz von Laurent-Reihen
Laurent-Reihen sind wichtige Hilfsmittel der Funktionentheorie, vor allem zur Untersuchung von Funktionen mit isolierten Singularitäten.
Laurent-Reihen beschreiben komplexe Funktionen, die auf einem Kreisring holomorph sind, so wie Potenzreihen Funktionen beschreiben, die auf einer Kreisscheibe holomorph sind.
Sei
{\displaystyle \sum _{n=-\infty }^{\infty }a_{n}(z-c)^{n}}
eine Laurent-Reihe in {\displaystyle z} mit komplexen Koeffizienten {\displaystyle a_{n}} und Entwicklungspunkt {\displaystyle c}. Dann gibt es zwei eindeutig bestimmte Zahlen {\displaystyle r} und {\displaystyle R}, so dass Folgendes gilt:
- Die Laurent-Reihe konvergiert auf dem offenen Kreisring {\displaystyle A:=\{z:r<\vert z-c\vert <R\}} normal, also insbesondere absolut und lokal gleichmäßig. Damit meint man, dass Haupt- und Nebenteil normal konvergieren. Lokal gleichmäßige Konvergenz impliziert gleichmäßige Konvergenz auf jeder kompakten Teilmenge von {\displaystyle A}, also insbesondere auf den Bildern von Kurven in {\displaystyle A}. Die Laurent-Reihe definiert auf {\displaystyle A} eine holomorphe Funktion {\displaystyle f}.
- Außerhalb des Kreisrings divergiert die Laurent-Reihe. Das heißt, dass für jeden Punkt im Äußeren von {\displaystyle A}, {\displaystyle \{z:r>\vert z-c\vert \vee \vert z-c\vert >R\}}, die Reihe der Terme mit positiven oder die Terme mit negativen Exponenten divergiert.
- Auf dem Rand des Kreisrings kann man keine allgemeinen Aussagen machen, außer dass es mindestens einen Punkt auf der äußeren Begrenzung und mindestens einen Punkt auf der inneren Begrenzung gibt, in die {\displaystyle f} nicht holomorph fortgesetzt werden kann.

Es ist möglich, dass {\displaystyle r=0} und {\displaystyle R=\infty } ist, es kann aber auch sein, dass {\displaystyle r=R} ist. Die beiden Radien können wie folgt mit der Formel von Cauchy-Hadamard berechnet werden:
{\displaystyle r=\limsup _{n\to \infty }\vert a_{-n}\vert ^{1/n}}
{\displaystyle R={\frac {1}{\limsup _{n\to \infty }\vert a_{n}\vert ^{1/n}}}}
Man setzt {\displaystyle {\frac {1}{0}}=\infty } und {\displaystyle {\frac {1}{\infty }}=0} in der zweiten Formel.
Umgekehrt kann man mit einem Kreisring {\displaystyle A:=\{z:r<\vert z-c\vert <R\}} und einer auf {\displaystyle A} holomorphen Funktion {\displaystyle f} beginnen. Dann existiert immer eine eindeutig bestimmte Laurent-Reihe mit Entwicklungspunkt {\displaystyle c}, die (mindestens) auf {\displaystyle A} konvergiert und dort mit {\displaystyle f} übereinstimmt. Für die Koeffizienten gilt
{\displaystyle a_{n}={\frac {1}{2\pi \mathrm {i} }}\oint _{\partial U_{\varrho }(c)}{\frac {f(\zeta )}{\left(\zeta -c\right)^{n+1}}}\mathrm {d} \zeta }
für alle {\displaystyle n\in \mathbb {Z} } und ein {\displaystyle \varrho \in (r,R)}. Wegen des Integralsatzes von Cauchy kommt es auf die Auswahl von {\displaystyle \varrho } nicht an.
Der Fall {\displaystyle r=0}, also der einer holomorphen Funktion {\displaystyle f} auf einer gelochten Kreisscheibe um {\displaystyle c}, ist besonders wichtig. Der Koeffizient {\displaystyle a_{-1}} der Laurentreihenentwicklung von {\displaystyle f} heißt Residuum von {\displaystyle f} in der isolierten Singularität {\displaystyle c}, er spielt eine große Rolle im Residuensatz.

## Formale Laurent-Reihe
Formale Laurent-Reihen sind Laurent-Reihen in einer Unbestimmten {\displaystyle X}, für deren Konvergenzverhalten an einem Entwicklungspunkt (wie dem {\displaystyle c} in der Einleitung) man sich (zumindest zunächst) nicht interessiert. Die Koeffizienten {\displaystyle a_{k}} können dann aus einem beliebigen kommutativen Ring {\displaystyle R} mit Einselement stammen. Üblicherweise werden formale Laurent-Reihen mit nur endlich vielen negativen Exponenten betrachtet, also mit einem so genannten endlichen Hauptteil.
Damit entsprechen die formalen Laurent-Reihen unendlichen Folgen aus {\displaystyle R^{\mathbb {Z} }}, bei denen nur endlich viele Koeffizienten mit negativem Index von Null verschieden sind.
Die Unbestimmte {\displaystyle X} entspricht der Folge
{\displaystyle X=\left(c_{k}\right)_{k\in \mathbb {Z} }} mit {\displaystyle c_{1}=1} und {\displaystyle c_{k}=0} für {\displaystyle k\in \mathbb {Z} \!\setminus \!\{1\}},
also
| {\displaystyle X=(\dotsc ,\,0,\,0,} | {\displaystyle 0,}        | {\displaystyle 1,\,0,\,0,\dotsc )} |
|                                     | {\displaystyle \uparrow } | {\displaystyle \uparrow }          |
| Index                               | 0                         | 1                                  |
Zwei formale Laurent-Reihen sind per Definition genau dann gleich, wenn sie in allen Koeffizienten übereinstimmen. Zwei Laurent-Reihen werden addiert, indem die Koeffizienten mit gleichem Index (also komponentenweise) addiert werden, und, weil sie nur endlich viele Terme mit negativem Exponenten haben, können sie durch Faltung ihrer Koeffizientenfolgen multipliziert werden, so wie es mit Potenzreihen gemacht wird. Mit diesen Verknüpfungen wird die Menge aller Laurent-Reihen zu einem kommutativen Ring, der mit {\displaystyle R((X))} bezeichnet wird.
Ist {\displaystyle K} ein Körper, dann bilden die formalen Potenzreihen in der Unbestimmten {\displaystyle X} über {\displaystyle K} einen Integritätsring, der mit {\displaystyle K[[X]]} bezeichnet wird. Sein Quotientenkörper ist isomorph zum Körper {\displaystyle K((X))} der Laurent-Reihen über {\displaystyle K}.